# Луиза Фридерика фон Вюртемберг
Луиза Фридерика фон Вюртемберг (на немски: Luise Friederike von Württemberg; * 3 февруари 1722, Щутгарт; † 2 август 1791, Хамбург) е принцеса от Вюртемберг и чрез женитба херцогиня на Мекленбург-Шверин (1756 – 1785).

## Биография
Тя е дъщеря на наследствения принц Фридрих Лудвиг фон Вюртемберг († 1731) и съпругата му маркграфиня Хенриета Мария фон Бранденбург-Швет († 1782), дъщеря на маркграф Филип Вилхелм фон Бранденбург-Швет и принцеса Йохана Шарлота фон Анхалт-Десау.
Луиза Фридерика се омъжва на 2 март 1746 г. в Шведт за херцог Фридрих II фон Мекленбург-Шверин (* 9 ноември 1717, Шверин; † 24 април 1785, Лудвигслуст), големият син на херцог Христиан Лудвиг II фон Мекленбург-Шверин (1683 – 1756) и съпругата му принцеса Густава Каролина фон Мекленбург-Щрелиц (1694 – 1748). Те нямат деца.
През 1764 г. Фридрих мести резиденцията си от Шверин в Лудвигслуст. Луиза Фридерика фон Вюртемберг е погребана заедно със съпруга си в дворцовата църква в Лудвигслуст.